# جيروين بو
جيروين بو (بالهولندية: Jeroen Boere)‏ (مواليد 18 نوفمبر 1967)، هو لاعب كرة قدم سابق كان يلعب كمهاجم.

## وصلات خارجية
- جيروين بو على موقع رابطة كرة القدم اليابانية للمحترفين (اليابانية)
- جيروين بو على موقع قاعدة بيانات كرة القدم.إي يو (الإنجليزية)
- جيروين بو على موقع Soccerbase.com (لاعب) (الإنجليزية)
- جيروين بو على موقع عالم كرة القدم.نت (الإنجليزية)